# Styx II
Styx II es el segundo álbum de estudio de la banda estadounidense Styx, publicado en 1973.

## Lista de canciones
| Lado A — "Heads" |                  |                     |          |  |
| N.º              | Título           | Vocalista principal | Duración |  |
| 1.               | «You Need Love»  | Young               | 3:44     |  |
| 2.               | «Lady»           | DeYoung             | 2:56     |  |
| 3.               | «A Day»          | Curulewski          | 8:19     |  |
| 4.               | «You Better Ask» | Curulewski          | 3:54     |  |

| Lado B — "Tails" |                              |                     |          |  |
| N.º              | Título                       | Vocalista principal | Duración |  |
| 5.               | «Little Fugue in G»          | (instrumental)      | 1:17     |  |
| 6.               | «Father O.S.A.»              | DeYoung             | 7:08     |  |
| 7.               | «Earl of Roseland»           | DeYoung             | 4:39     |  |
| 8.               | «I'm Gonna Make You Feel It» | Young               | 2:23     |  |

## Créditos
- Dennis DeYoung – voz, teclados
- James Young – voz, guitarras
- John Curulewski – voz, guitarras
- Chuck Panozzo – bajo
- John Panozzo – batería, percusión